# Norweski ruch oporu podczas II wojny światowej

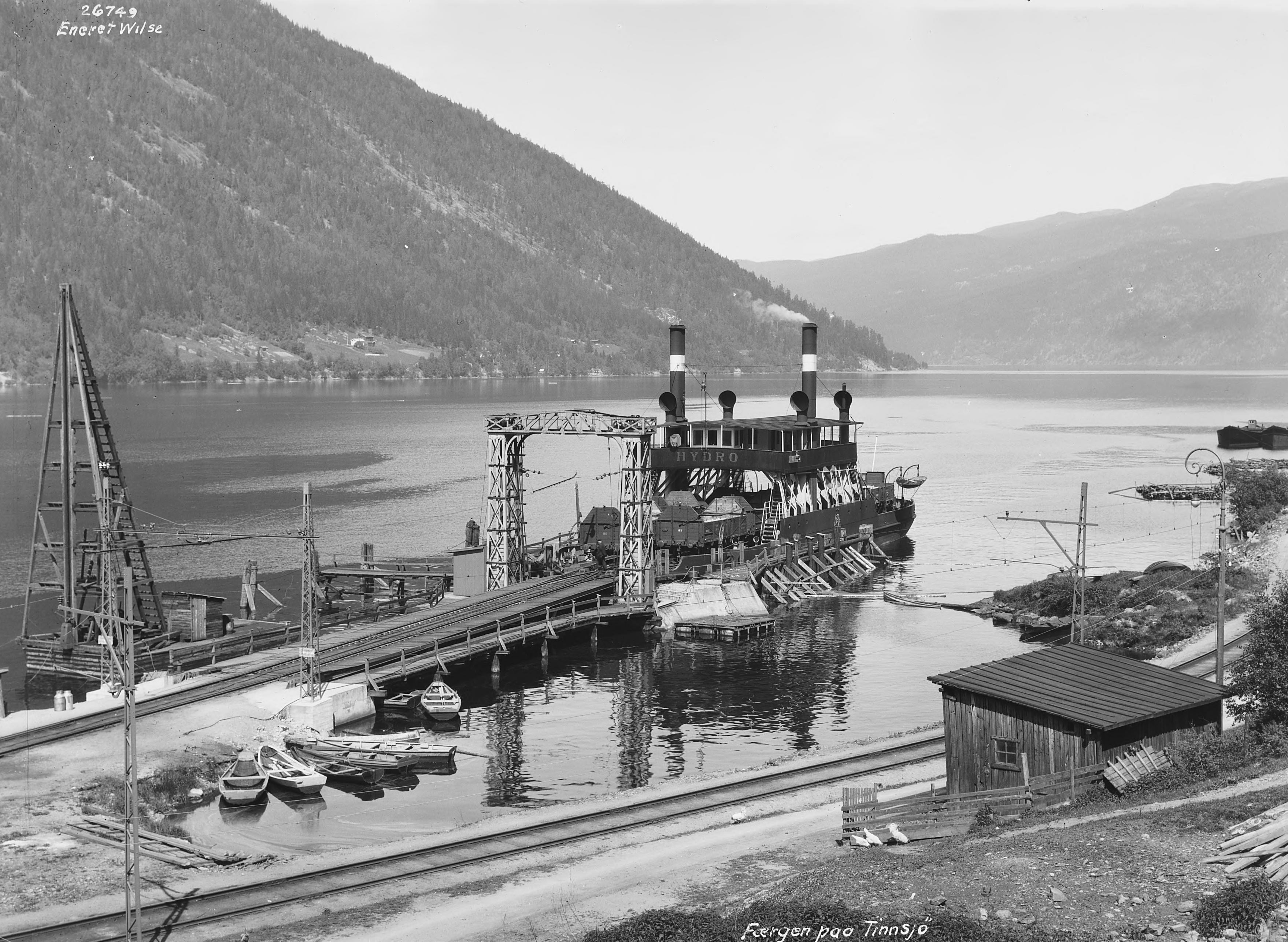
Prom SF „Hydro”, który został zatopiony przy udziale norweskiego ruchu oporu w 1943, podczas przewożenia ładunku ciężkiej wody

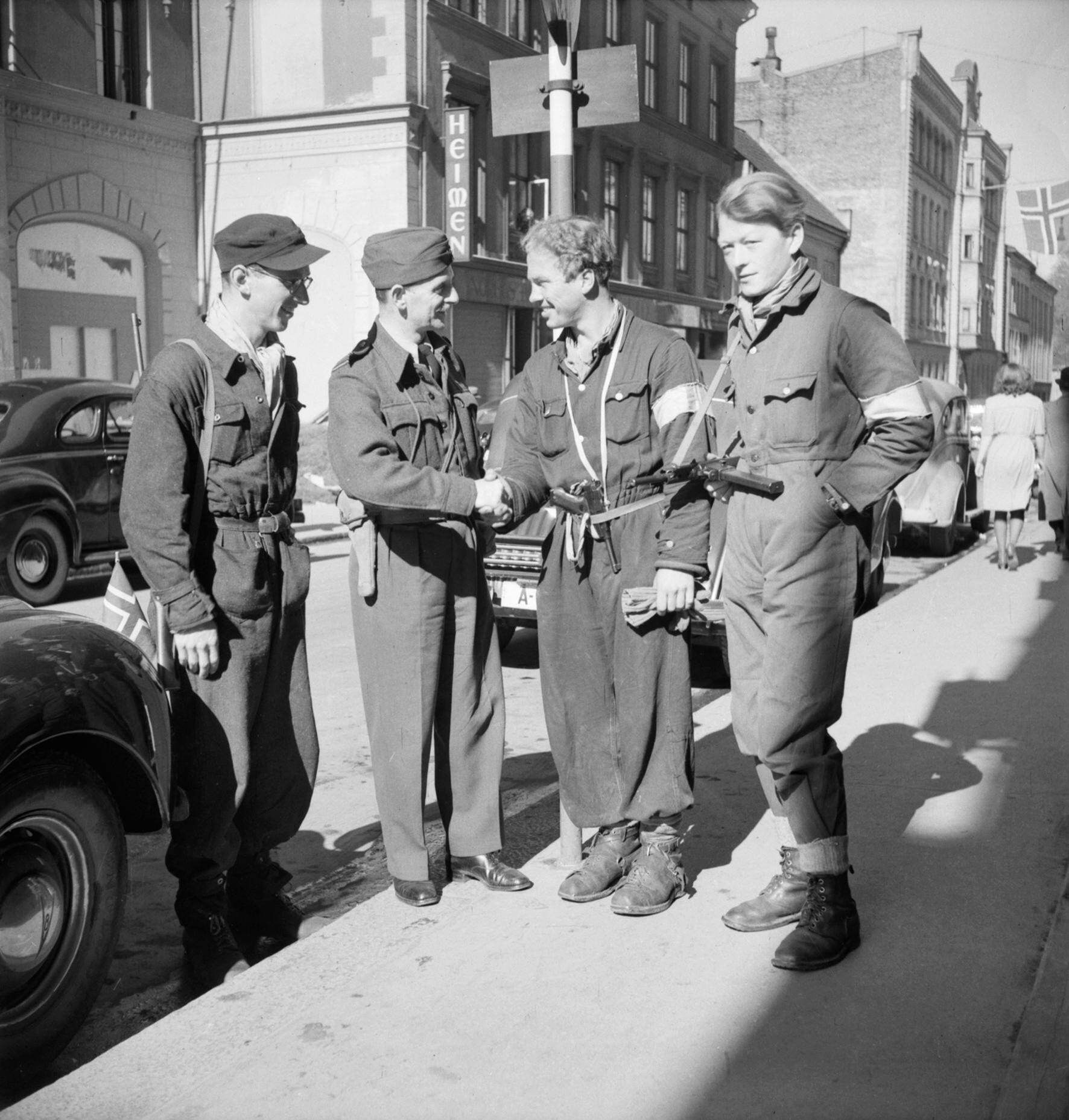
Brytyjski żołnierz wita się z trzema członkami norweskiego ruchu oporu 11 maja 1945 w Oslo

Norweski ruch oporu podczas II wojny światowej (norw. Norsk motstandsbevegelse under andre verdenskrig) – całokształt działań podjętych przez norweskie społeczeństwo przeciwko niemieckim okupantom i ich kolaborantom z Nasjonal Samling Vidkuna Quislinga podczas II wojny światowej.

## Geneza
Norwegia została zajęta przez Niemców w czerwcu 1940. Rząd premiera Johana Nygaardsvolda i król Haakon VII ewakuowali się do Wielkiej Brytanii. Norwegowie nie odparli napaści przez słabość swojej armii i nieprzygotowanie do wojny (kraj był neutralny). Mimo to dobrze widoczna była powszechna wola walki – to pospolite ruszenie wzięło na siebie główny ciężar obrony. Wobec tego tuż po kapitulacji Norwegii rozpoczęło się formowanie oddziałów paramilitarnych i obywatelskie nieposłuszeństwo wobec zarządzeń władz okupacyjnych.

## Walka zbrojna

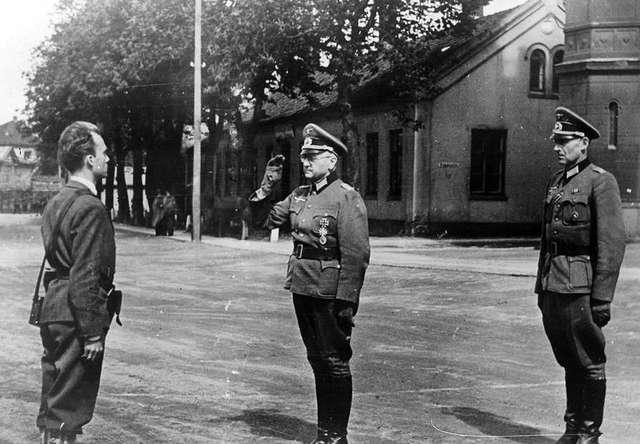
Kapitulacja Twierdzy Akershus w Oslo w Norwegii. Dowódca niemieckiego garnizonu, major Josef Nichterlein i jego pomocnik, kapitan Hamel, przekazują twierdzę Terje Rollemowi z norweskiego ruchu oporu w maju 1945 roku.

Ze względu na braki w uzbrojeniu i warunki geograficzne (surowy klimat, wysokogórski teren, trudna linia brzegowa) zbrojne działania ruchu oporu były mocno ograniczone. Największą podziemną organizacją militarną był Milorg, zbrojne ramię Frontu Ojczyźnianego (Hjemmefronten) – głównego ośrodka politycznego ruchu oporu. Milorg ściśle współpracował z norweską sekcją Special Operations Executive (SOE), a jego członkowie byli zaangażowani między innymi w sabotowanie produkcji ciężkiej wody (w 1965 powstał film Bohaterowie Telemarku poświęcony tym wydarzeniom) i działania rajdowe brytyjskich komandosów (operacje Claymore, Anklet i Archery). Ważną rolę odgrywała także Norweska Partia Komunistyczna dokonując sabotażu i przeprowadzając akcje partyzanckie.

## Obywatelskie nieposłuszeństwo
Niechęć do hitlerowskiego okupanta była powszechna w życiu codziennym Norwegów i nierzadko jawnie manifestowana. Norwegowie nosili spinacze biurowe w klapach marynarek, jako symbol oporu. Kelnerzy w restauracjach obsługiwali najpierw Norwegów. Na ulicach Norwegowie unikali kontaktu wzrokowego z Niemcami, w autobusach nie siadano kolo Niemców nawet w tłoku. Rozdrażnieni okupanci wprowadzili prawo, które zakazywało stania w autobusie, jeśli były wolne miejsca. Norwegowie odmawiali mówienia po niemiecku i zasłaniali się nieznajomością języka, mimo że jego znajomość była powszechna. W życiu towarzyskim kolaboranci byli potępiani, zrywano z nimi kontakty towarzyskie, a nawet rodzinne.

## Upamiętnienie
W Twierdzy Akershus w Oslo znajduje się muzeum poświęcone norweskiemu ruchowi oporu podczas II wojny światowej.